# Octavian Dincuță
Octavian Dincuță (n. 28 iunie 1947, București, România – d. 28 martie 2018, Ploiești, România) a fost un fotbalist român.

## Biografie
S-a născut pe 28 iunie 1947, la București. Vreme de mai bine de un deceniu, după debutul ca fotbalist din 1964, a adunat în tricoul galben-albastru al clubului Petrolul Ploiești 165 de meciuri în eșalonul de elită, plus alte multe zeci în Cupa României, Cupa Orașelor Târguri etc.
Cariera de fotbalist s-a confundat cu fotbalul prahovean, căruia i-a dedicat totul, de la cariera de jucător și până la mandatele de antrenor la Petrolistul Boldești, Caraimanul Bușteni, Vega Ploiești sau Chimistul Valea Călugărească. Octavian Dincuță evolua pe postul de atacant central și a fost campion al României cu Petrolul, la finalul sezonului 1966. A jucat pentru galbeni-albaștri 216 meciuri și a marcat 35 de goluri. A fost cel mai tânăr component al echipei Petrolul care a învins-o pe FC Liverpool în 1966 (3-1), în Cupa Campionilor Europeni.
În ultimii ani, după pensionare, Octavian Dincuță a activat în cadrul clubului Petrolul Ploiești, pe care l-a slujit cu atâta dragoste, având oportunitatea să lucreze cu copiii și juniorii.
A evoluat alături de cei mai buni fotbaliști ai Petrolului din acea vreme: frații Mircea și Virgil Dridea, Mihai Mocanu, Mihai Ionescu, Costică Moldoveanu, Sandu Badea, Petrică Dragomir, Gică Pahonțu, Edi Iuhasz și Camil Oprișan.